# 金己男
金 己男（現地音読み:キム・ギナム、日本語読み：きん・きだん、朝鮮語: 김기남、1929年8月28日 - 2024年5月7日）は、朝鮮民主主義人民共和国（北朝鮮）の政治家。朝鮮労働党中央委員会顧問。朝鮮労働党中央委員会政治局員、党中央委員会書記局書記、党中央委員会副委員長、党宣伝扇動部長、朝鮮民主主義人民共和国国務委員会委員を歴任。金基南と表記されることもある。2016年5月の朝鮮労働党第7次大会終了時点での党内序列は6位。 
金日成、金正日、金正恩の3代に及ぶ最高指導者の正当性確保と偶像化に貢献するなど宣伝工作に取り組んだことから、北朝鮮のゲッベルス、プロパガンダのゴッドファーザーの異名を持つ。
最高人民会議常任委員会委員長であった金永南の弟。

## 経歴
咸鏡南道永興郡に生まれ。ただし、当時の中華民国（現在は中華人民共和国）の遼寧省で生まれたとする説も存在する。幼名は金東参（朝鮮語: 김동삼/金東參）、父は金択世（朝鮮語: 김택세/金擇世）。兄の金明参(朝鮮語: 김명삼/金明參、後に金永南)に加えて、名前が明らかになっていない妹もいる。
万景台革命学院および金日成総合大学を卒業。ソ連のモスクワ国際大学へ留学。
朝鮮労働党に入党後、1976年4月に労働新聞社の責任主筆となる。1977年11月より最高人民会議代議員を務める。1980年10月の第6回党大会で中央委員に選出。1985年10月に党宣伝扇動部長に任命される。1992年12月、党書記に任命されて宣伝を担当。2001年9月には思想教育担当書記となる。
2009年8月18日に大韓民国元大統領の金大中が死去すると、北朝鮮は弔問団を韓国に派遣。金己男はその一員として8月21日から8月23日にかけて訪韓した。
2010年9月28日、第3回党代表者会議および中央委員会総会において党中央委員会政治局員・党中央委員会書記局書記に選出された。2011年12月に金正日の国家葬儀委員会のメンバーに選出されたときには党宣伝扇動部長を務めていたことが確認されている。金己男は、金正日の国葬時に霊柩車を囲んで歩いた8名の権力中枢人物のうちの一人だった。
2015年4月9日に開催された最高人民会議第13期第3回会議の際には、主席壇ではなく一般席に着座していたため、大幅な降格が疑われたが、その後復権が確認され、同年12月30日に発表された金養建の葬儀委員名簿では、金正恩、金永南、黄炳瑞、朴奉珠に続く序列5位で記載された。
2016年5月に開催された朝鮮労働党第7次大会で党中央委員会書記に代わって新設された党中央委員会副委員長に就任し、これに続いて同年6月29日に開催された第13期最高人民会議第4回会議では、国防委員会に代わって新設された国務委員会の委員に選出された。
2017年、新たに金日成金正日基金が設置され、基金理事会の理事長となる。
2018年4月12日の朝鮮中央通信の報道により、前日に開かれた最高人民会議第13期第6回会議で、金正恩の提議により金が国務委員から解任されたことが判明した。
2019年3月9日の朝鮮中央通信の報道により、党中央委員会顧問に就任していることが判明した。
2024年5月7日10時に多臓器不全で死去。94歳没。金正恩が8日未明に弔問し、9日に正恩を葬儀委員長とする国葬が執り行われた。